# Parque Estadual do Rio Corrente
O Parque Estadual do Rio Corrente é uma reserva ambiental localizada no município de Açucena, Minas Gerais. Está localizado no domínio do bioma Mata Atlântica e tem por finalidade proteger um trecho do rio Corrente Grande, suas margens e florestas remanescentes.

## Características gerais
Abriga mais de 20 nascentes que formam afluentes de importantes cursos hídricos locais, como o ribeirão São Mateus e vários outros que também deságuam no Rio Corrente Grande, afluente do Rio Doce. O relevo é composto por colinas e morros. A fauna é composta por espécimes como o mutum do sudeste, siriema, paca, capivara, jacu, raposa e outras espécies que necessitam de ambientes florestais preservados para sobreviverem. Na região são encontradas espécies arbóreas, como o ipê, a quaresmeira, a sapucaia e até mesmo cedros e jacarandás.

## Ocupação
Na mesma época em que índios pataxós ocuparam o Parque Estadual Serra da Candonga em Guanhães, outro grupo de índios vindos da mesma aldeia em Carmésia, Minas Gerais, ocupou o Parque Estadual do Rio Corrente buscando melhor condição de vida. Por tratar-se de um terreno montanhoso, os índios encontraram dificuldades para cultivar seu alimento. Além disso, há relatos de perseguição por fazendeiros locais, o que motivou a realização de reuniões a fim de discutir a possibilidade da instauração de uma reserva indígena no local.